# San José de la Varilla
San José de la Varilla es una localidad del estado mexicano de Guanajuato. Es parte del municipio de San Felipe.

## Toponimia
El nombre «San José» hace referencia al santo patrono de la localidad: José de Nazaret.

## Demografía
| Gráfica de evolución demográfica |
|                                  |

| Censo | Población |
| ----- | --------- |
| 1970  | 297       |
| 1980  | 469       |
| 1990  | 666       |
| 2000  | 851       |
| 2010  | 1 201     |
| 2020  | 1 496     |